# Federació Catalana del PSOE
La Federació Catalana del PSOE o Federació Socialista Catalana va ser la federació del PSOE a Catalunya, les primeres agrupacions del qual van sorgir entre 1880 i 1882.
En 1888, la Federació va impulsar la creació de la UGT a Barcelona. Posteriorment, ja entrat el segle xx, en 1908, Antoni Badia i Matamala i Antoni Fabra Ribas van participar en la constitució de la "*Confederació Regional de Societats de Resistència -Solidaritat Obrera". Els dirigents i membres de la Federació van participar activament en la vaga de 1909 de Barcelona, Setmana Tràgica. La posterior repressió va deixar al partit desorganitzat; però va sorgir un nou impuls, a la fi de l'any següent (1910) amb el nomenament de Josep Recasens i Mercadé com a secretari general.
En 1923 va sofrir una escissió d'àmbit exclusivament català, que va col·laborar amb Esquerra Republicana de Catalunya (Unió Socialista de Catalunya), en 1933 va participar en la formació de l'Aliança Obrera i en 1936 en la del Partit Socialista Unificat de Catalunya, al costat d'altres organitzacions d'orientació socialista i comunista, desapareixent, per tant el PSOE a Catalunya i caient sota l'òrbita comunista. Un membre destacat aleshores fou Rafael Vidiella i Franch.
Durant el règim franquista, el PSOE es va reconstruir en la clandestinitat a Catalunya, mantenint relacions amb el Moviment Socialista de Catalunya. Militants destacats del PSOE a Catalunya com Juan García, van actuar en estreta col·laboració amb militants del MSC en accions clandestines provocades per la repressió, com les vagues de tramvies de 1951 i 1957 a Barcelona. Acabada l'etapa franquista en la dècada de 1970, el PSOE va reactivar una nova federació a Catalunya, sota la direcció de Josep Maria Triginer i Fernández.
La Federació Catalana del PSOE va concórrer a les eleccions generals de 1977 en coalició amb el Partit Socialista de Catalunya-Congrés (PSC-C) per al Congrés dels Diputats, sota la denominació Socialistes de Catalunya, aconseguint la candidatura 15 dels 47 escons en joc (4 d'ells del PSOE). En el Senat, va formar part de la candidatura Entesa dels Catalans (encara que la llista va obtenir els 12 senadors en lliça per les majories, cap dels candidats pertanyia al PSOE). La coalició Socialistes de Catalunya va ser el primer pas per a la unificació del socialisme català que va culminar un any després. El 16 de juliol de 1978, en un Congrés celebrat a Barcelona, la Federació es va agrupar amb Partit Socialista de Catalunya-Congrés i el Partit Socialista de Catalunya-Reagrupament formant el Partit dels Socialistes de Catalunya, partit polític independent que constitueix el referent del Partit Socialista Obrer Espanyol a Catalunya.
La Federació va publicar tres setmanaris portaveus: El Obrero, La Internacional i La Justicia Social